# Lorenzkirche (Salzwedel)

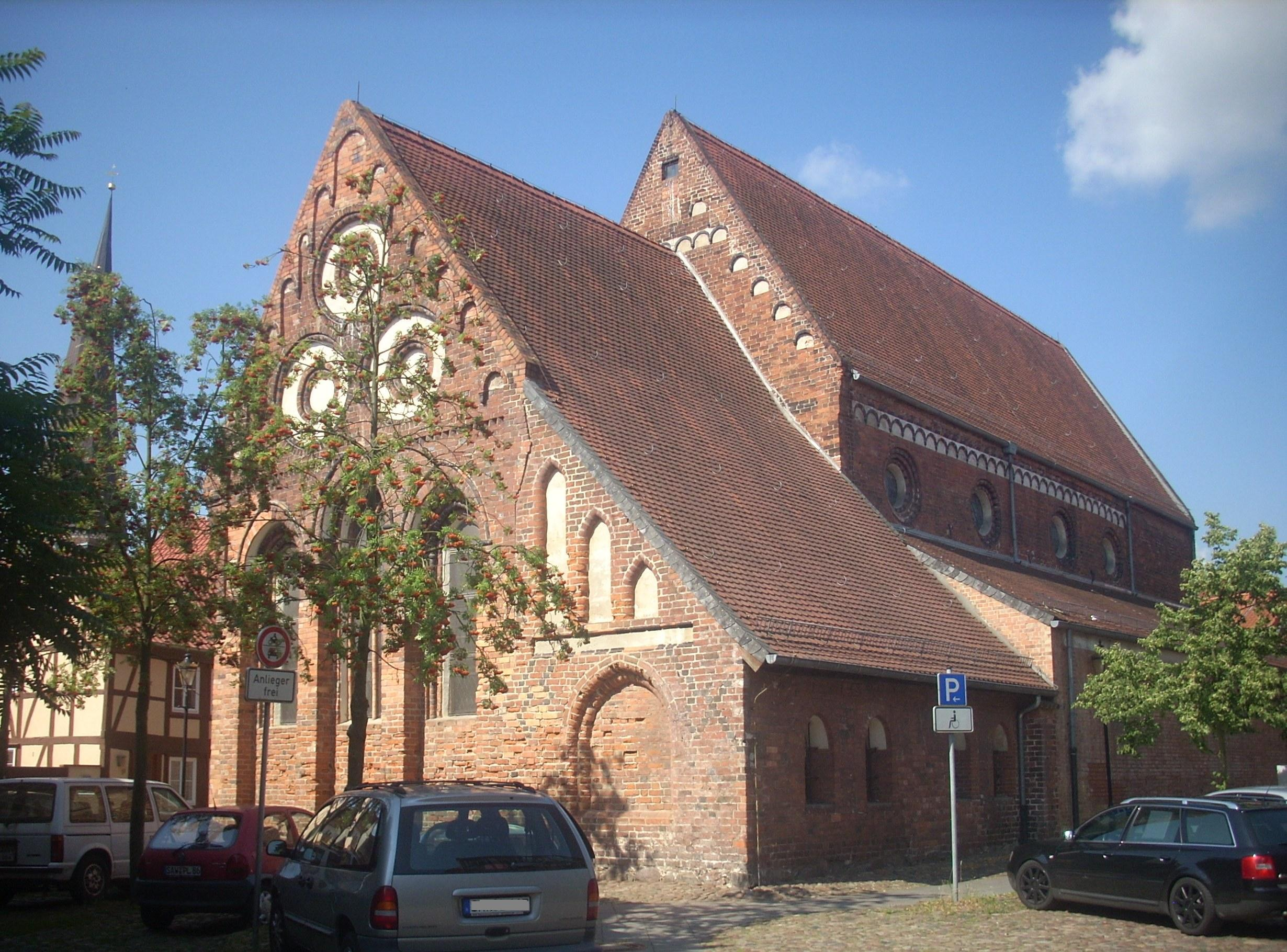
St. Lorenz von Nordosten

Die Lorenzkirche ist die katholische Kirche in Salzwedel. Die in der Zeit des Übergangs von der Romanik zur Gotik entstandene ursprünglich dreischiffige Basilika gehört zur Straße der Romanik. Durch ihre wechselvolle Geschichte weist das Kirchengebäude eine große Vielfalt von Formen und verwendeten Materialien auf.

## Geschichte

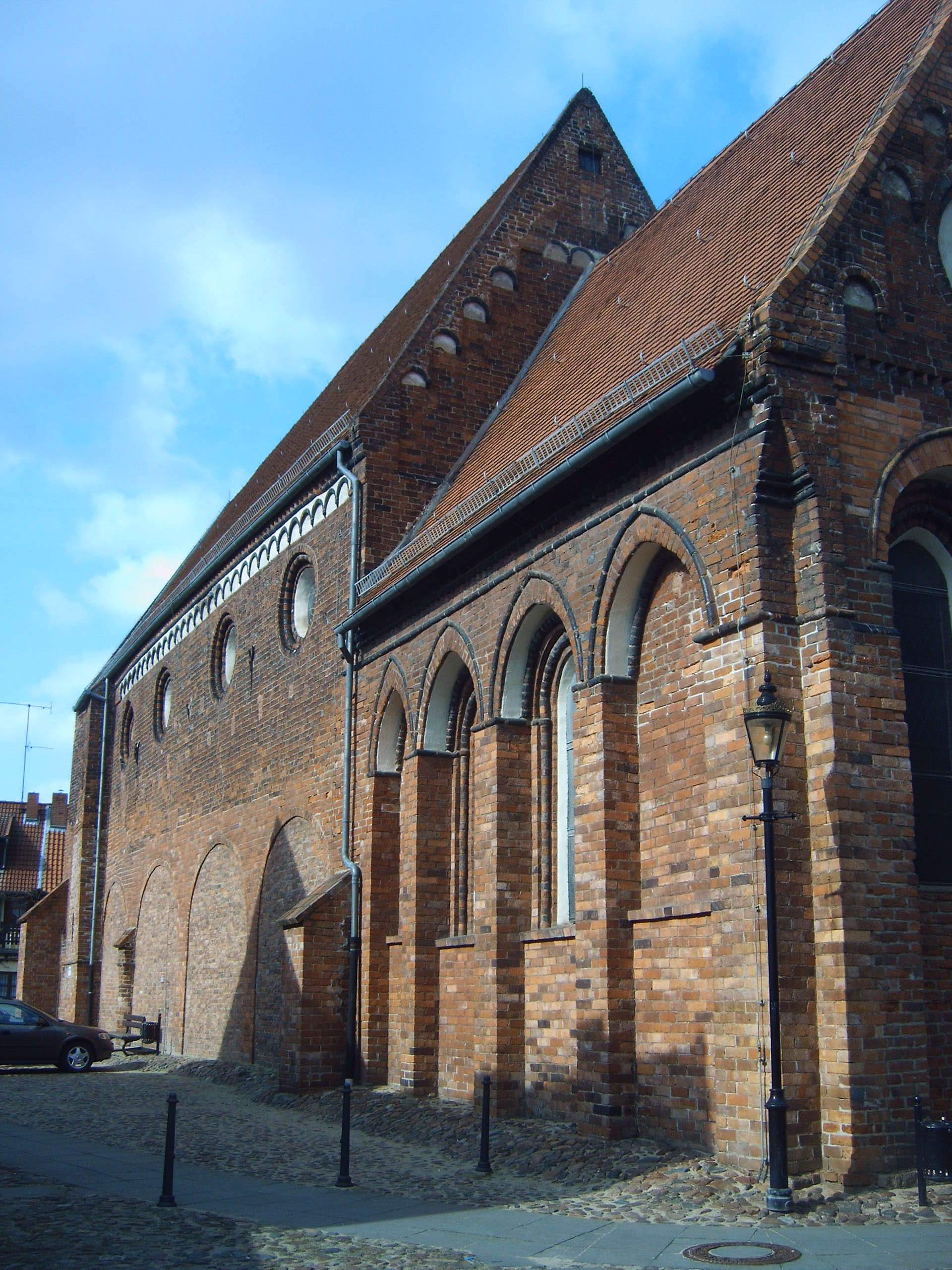
Südseite

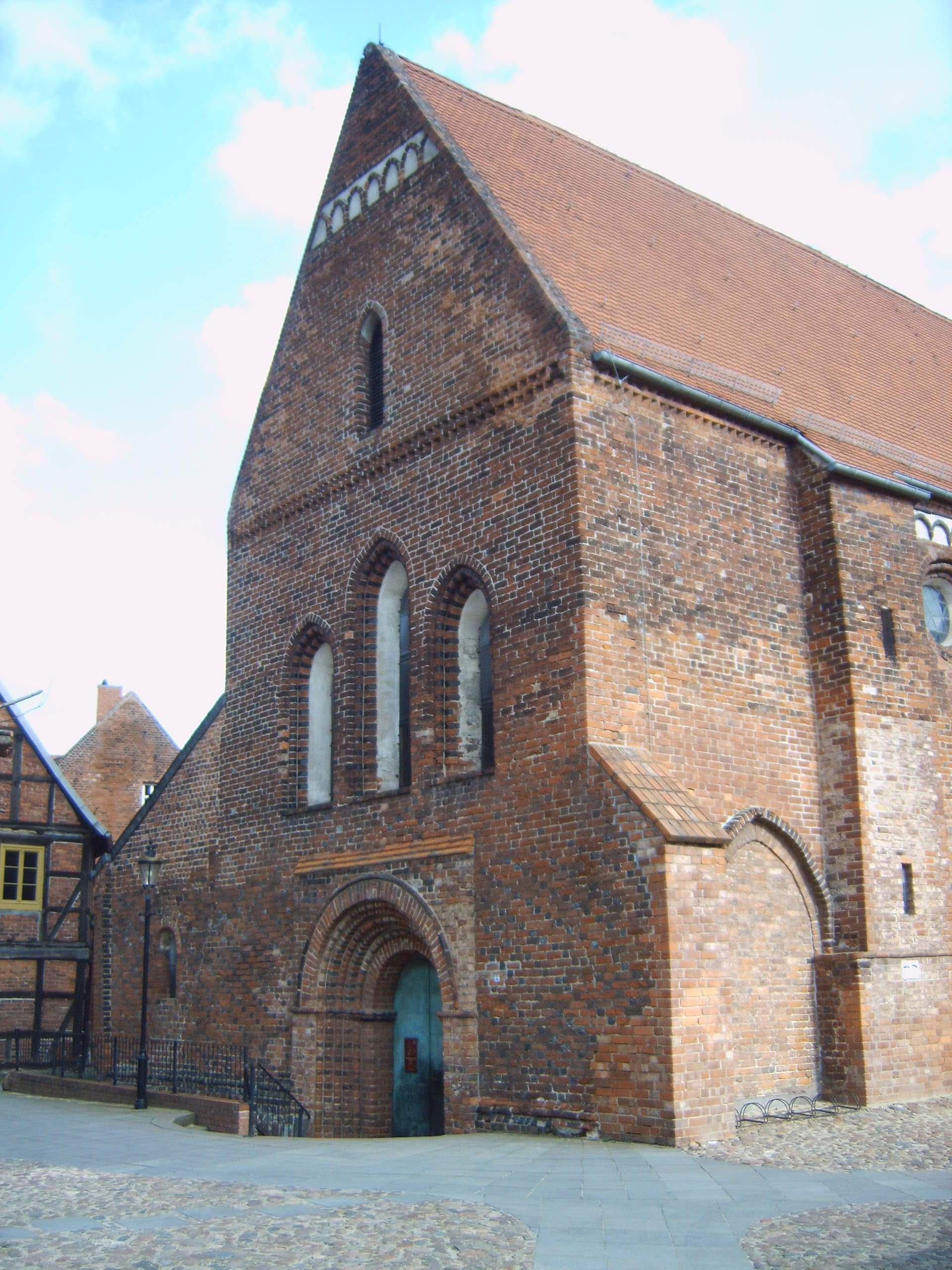
Westseite – links vom Hauptschiff ist das im 20. Jahrhundert wieder errichtete Seitenschiff zu erkennen

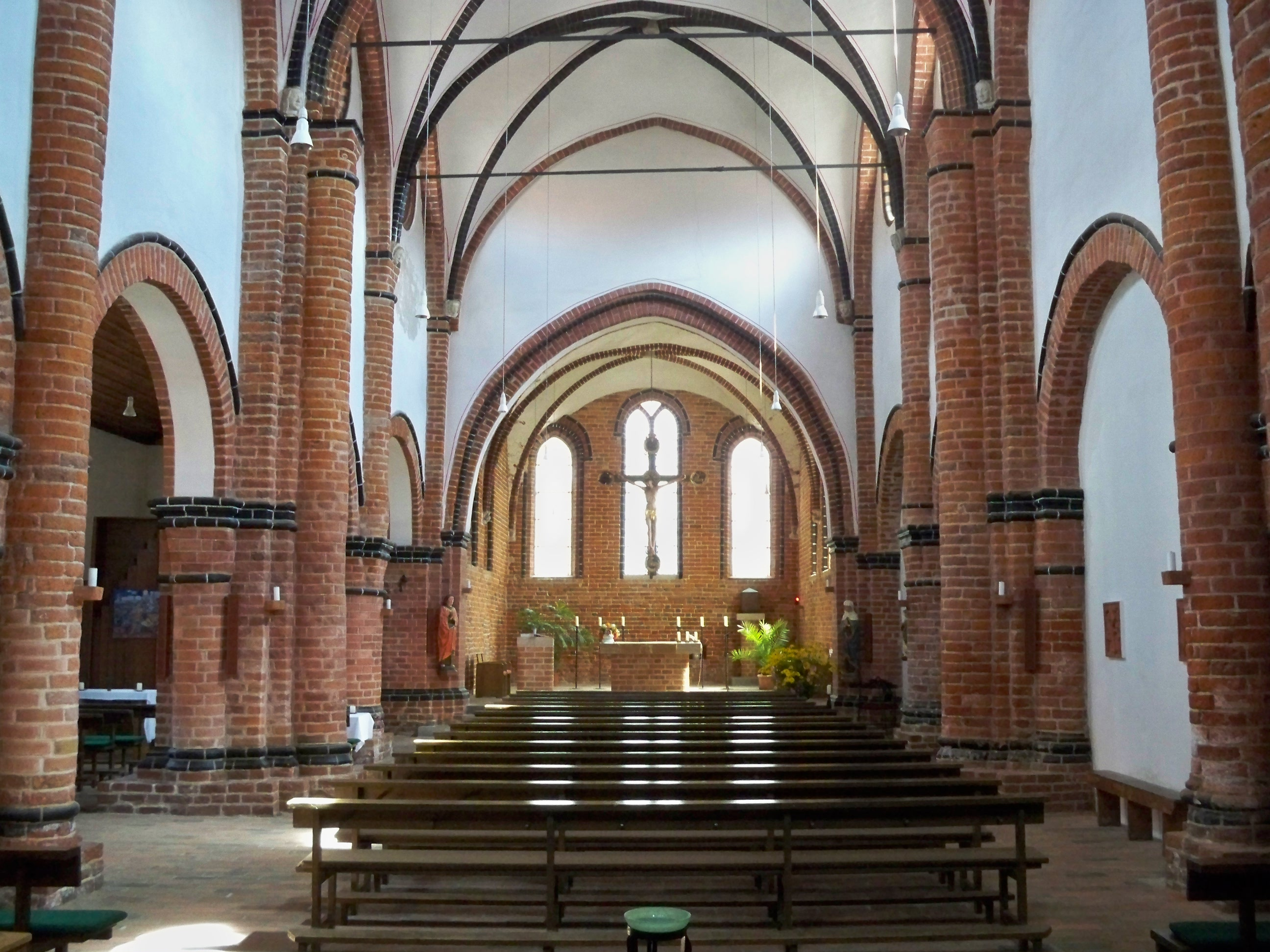
Innenraum Richtung Altar

Das Laurentius-Patrozinium deutet auf eine frühe Gründung und einen möglicherweise vorromanischen Vorgängerbau, von dem jedoch keine Spuren gefunden wurden. Aus der Lage am Südrand der Freiheit der Burg Salzwedel lässt sich schließen, dass sie ursprünglich die Pfarrkirche der Burgmannen war.
Der Bau der heutigen St.-Lorenz-Kirche erfolgte in der Mitte des 13. Jahrhunderts. Sie wurde als dreischiffige Backstein-Basilika ohne Querhaus in spätromanischen Übergangsformen errichtet. Das zunächst flach gedeckte Mittelschiff wurde etwa um 1400 mit einem gotischen Gewölbe versehen. In der zweiten Hälfte des 15. Jahrhunderts wurde auch eine Einwölbung des Chors vorgenommen. Ende des 15. Jahrhunderts wurden die Gewölbe des Hauptschiffs bereits erneuert.
Wegen der Nähe der St.-Marien-Kirche verlor St. Lorenz früh die Funktion als Pfarrkirche. In der Kirche unterhielten jedoch die Knochenhauer sowie geistliche Bruderschaften Altäre und feierten Gottesdienste.
Ab 1541, nach Einführung der Reformation, wurde die Lorenzkirche nicht mehr für Gottesdienste gebraucht. Auf Befehl des Kurfürsten von Brandenburg erfolgte ab 1692 eine Nutzung als Salzmagazin (Königliche Salzfactorey). Im frühen 18. Jahrhundert wurden dann die Seitenschiffe abgerissen und die Arkaden vermauert. Im Jahr 1794 wurde auch der an der Westseite des Kirchenschiffs befindliche Turm abgerissen. Erhalten blieb nur ein rechteckiger Eingangsraum, in welchem sich jedoch noch das ursprüngliche Kreuzgratgewölbe, das älteste in Salzwedel, befindet.
1859 erwarb das katholische Bistum Paderborn das in seiner Gebäudesubstanz durch die lange Zeit der Salzeinlagerung schwer angegriffene Gebäude. Aufgrund der schweren Gebäudeschäden hatte es zuvor auch Pläne für einen kompletten Abriss gegeben. Nach einer Sanierung wird die Lorenzkirche seit dem 4. November 1860 durch die katholische Gemeinde Salzwedels genutzt.
In den Jahren von 1962 bis 1964 erfolgte eine umfassende Sanierung. Diese war auch dadurch nötig geworden, dass sich bei der 100 Jahre zuvor durchgeführten Sanierung eingesetzte Materialien als ungeeignet herausstellten. Das nördliche Seitenschiff wurde auf den Grundmauern aus der Zeit der Romanik mehr als 200 Jahre nach seinem Abriss wiederaufgebaut. Gemäß Auflagen der hallensischen Denkmalbehörde wurde das Seitenschiff im zeitgenössischen Stil erbaut. Eine weitere Sanierung (Gestaltung des Chorraums und Putzarbeiten) fand zwischen 1983 und 1990 statt.
1986 wurde die Kirche unter Denkmalschutz gestellt.

### Katholische Pfarrei
Nachdem Salzwedel im Jahre 1717 Garnisonstadt wurde zogen wieder Katholiken in die seit der Reformation protestantische Stadt. Die Franzosenzeit brachte auch katholische Zivilisten nach Salzwedel. Sie wurden zunächst vom Kloster Ammensleben aus seelsorglich betreut, ab 1827 vom katholischen Pfarrer der Doppelkirche Althaldensleben und ab 1831 von der Pfarrei St. Anna (Stendal). Die Heiligen Messen fanden anfangs in der Mönchskirche, später in der Gertraudenkapelle statt. Seit 1831 werden in Salzwedel auch katholische Kirchenbücher geführt.
1852 ließ sich mit Franz Wilhelm Möller der erste katholische Priester seit der Reformation in Salzwedel nieder. Mit ihm wurde die Missionsvikarie Salzwedel begründet, die zunächst zur Pfarrei Stendal gehörte, im November 1856 aber eine selbstständige Missionspfarrei wurde. Möller zelebrierte in seiner Wohnung. Im Dezember 1856 folgte auf Möller der erste Salzwedeler Missionspfarrer, August Ferdinand Seneca. Er nahm seine Wohnung im Wirthschen Haus in der Neutorstraße, wo er in einem Saal die Heiligen Messen hielt.
1859 folgte der Kauf der Lorenzkirche, die nach Renovierungsarbeiten am 4. November 1860 durch den Salzwedeler Missionspfarrer Heinrich Schiel ihre Benediktion als katholische Kirche erhielt. 1861 wurde eine katholische Schule eröffnet. Am 16. September 1862 folgte die bischöfliche Kirchweihe durch Konrad Martin, Bischof des Bistums Paderborn, zu dem Salzwedel damals gehörte. Seitdem ist der heilige Laurentius der Schutzpatron der Kirchengemeinde, zuvor war es der heilige Bonifatius. 1864 wurde das erste, in der Westermarkstraße gelegene Pfarrhaus gekauft. 1868 wurde Stendal Sitz eines Dekanates, dem die Kirche bis zur Auflösung der Dekanatsstrukturen im Bistum Magdeburg am 1. September 2023 angehörte.
1907 erfolgte der Kauf des heutigen Pfarrhauses, am 1. April 1920 folgte die Erhebung der Missionspfarrei Salzwedel zur Pfarrei. Zu ihr gehörten damals auch Arendsee, Beetzendorf, Calbe, Dähre und Klötze, wo in den folgen Jahrzehnten eigene Kirchengemeinden gegründet und Kirchen erbaut wurden. Im Nationalsozialismus wurde die katholische Schule 1939 auf Anweisung der staatlichen Machthaber geschlossen.
Im Zuge einer von 1961 bis 1964 erfolgten Renovierung der Kirche weihte Weihbischof Friedrich Maria Rintelen 1964 einen Altar. In den 1970er Jahren wurde die heutige Orgel aus der Heilig-Geist-Kirche erworben. Seit 1973 gehörten Pfarrei und Pfarrkirche St. Lorenz zum damals errichteten Bischöflichen Amt Magdeburg, aus dem 1994 das Bistum Magdeburg entstand. Am 1. Oktober 2006 wurde der Gemeindeverbund „Salzwedel-Apenburg-Arendsee-Dähre“ gegründet, der am 2. Mai 2010 zur heutigen Pfarrei verschmolzen ist.

## Gestaltung und Ausstattung
Durch die wechselhafte Geschichte der Kirche ist von der ursprünglichen Ausstattung praktisch nichts erhalten. Bei einer Suchgrabung konnte lediglich ein kleiner Bronzeleuchter, der auf den Zeitraum 1240 bis 1250 datiert wird, gefunden werden. Eine Dauerleihgabe an das Johann-Friedrich-Danneil-Museum ist vereinbart.
Am Baukörper selbst sind jedoch viele Details aus der Zeit der Romanik erhalten. Neben der Gliederungssystematik des Gebäudes durch schwarze Formsteine ist die mittelalterliche Bauornamentik in den Wänden des Hochschiffs und im Chor vorhanden. Drei große Kreisblenden prägen so das Erscheinungsbild des rechteckigen Chores. Die Fensterlaibungen sind mit Rundstäben verziert.
Das Innere des Kirchenschiffs wird durch Nischen gegliedert. Vier Rundfenster prägen den Obergaden. Die Arkadenpfeiler des Mittelschiffs sind in unterschiedlicher Form gestaltet.
Die heute bestehende Sakristei entstand im Stil der Spätgotik.
Seit dem 13. August 2017 ist das Geläut in der heutigen Zusammenstellung in Betrieb. Die größte Glocke, nach dem Pfarreipatron St. Laurentius benannt, wurde 2017 von Glockengießermeister Simon Laudy aus Groningen (Niederlande) gegossen, nachdem in einer der beiden damaligen Glocken aus dem Jahr 1942 ein Riss festgestellt worden war. Eine zweite, ebenfalls im Kriegsjahr 1942 aus einer Zink-Aluminium-Legierung gegossene Glocke, wird noch heute genutzt. Die dritte Glocke stammt von der profanierten Kirche St. Antonius von Padua aus Dähre und hängt seit 2017 in Salzwedel.

## Heutige Nutzung
St. Lorenz ist die Pfarrkirche der katholischen Pfarrei St. Laurentius, sie gehört zur Pastoralregion Altmark im Bistum Magdeburg. Als Station der Straße der Romanik ist die Kirche auch ein touristischer Anziehungspunkt. Außerdem wird sie als Raum für Konzerte geschätzt – wegen der Fußbodenheizung besonders im Winter.

## Trivia
Eduard Kullmann, der am 13. Juli 1874 ein Attentat auf den damaligen Reichskanzler Otto von Bismarck verübte, war Mitglied des katholischen Gesellenvereins Salzwedel, der zur katholische Pfarrei Salzwedel gehörte.